# Glena fuliginarium
Glena fuliginarium là một loài bướm đêm trong họ Geometridae.